# آردنت
آردنت (انگلیسی: Ardent) شرکت سرمایه‌گذاری استرالیایی است، که در سال ۱۹۹۸ تأسیس شد.